# リトミシュル城
リトミシュル城（チェコ語: Zámek v Litomyšl）はチェコのリトミシュルにある城である。ユネスコの世界遺産に登録されている。

## 概要
リトミシュル城は領主ペルンシュテイン家ブラティスラフにより1568年から14年の歳月を掛けて建設された。領主はスペインから嫁いだ妃ララのために、当時ボヘミアではみられない優雅で明るいルネサンス様式の城を建築した。城壁はズグラッフィートという技法で描かれた壁画で全面覆われており、その数8千、同じ模様はひとつもないといわれている。中庭にある壁画は聖書から出典の物語が描かれ、出色の出来ばえとして有名。城内には城主が客人をもてなすために作ったバロック劇場がある。このバロック様式の劇場は、現在、世界に数ヶ所しか残っていない貴重な文化遺産である。
城内にあるビール醸造所でチェコの国民音楽家、ベドルジハ・スメタナが生まれた。スメタナは幼い頃から天才ぶりを発揮し、城内でピアノやヴァイオリンの演奏を披露していた。1949年から毎年6月、リトミシュル城を主会場にスメタナ国際オペラ・フェスティバルが開催され、大統領や首相も鑑賞に訪れる。
1994年には中欧7カ国の国家元首が集い、中欧サミットがリトミシュル城で開催された。
1995年にはスペイン国王夫妻がララ姫の嫁いだリトミシュル城を訪問した。
1999年、ユネスコの世界遺産に登録された。